# كينجي تاناكا (لاعب كرة قدم)
كينجي تاناكا (باليابانية: 田中 謙次) (10 أكتوبر 1971 في طوكيو في اليابان – )؛ هو لاعب كرة قدم سابق كان يلعب كمدافع.